# Adrián Monachesi
Alfredo Adrián Monachesi (Santa Fe, 30 maggio 1946) è un ex cestista argentino.

## Carriera
Con l'Argentina ha disputato i Campionati mondiali del 1974.